# Cocina peranakan

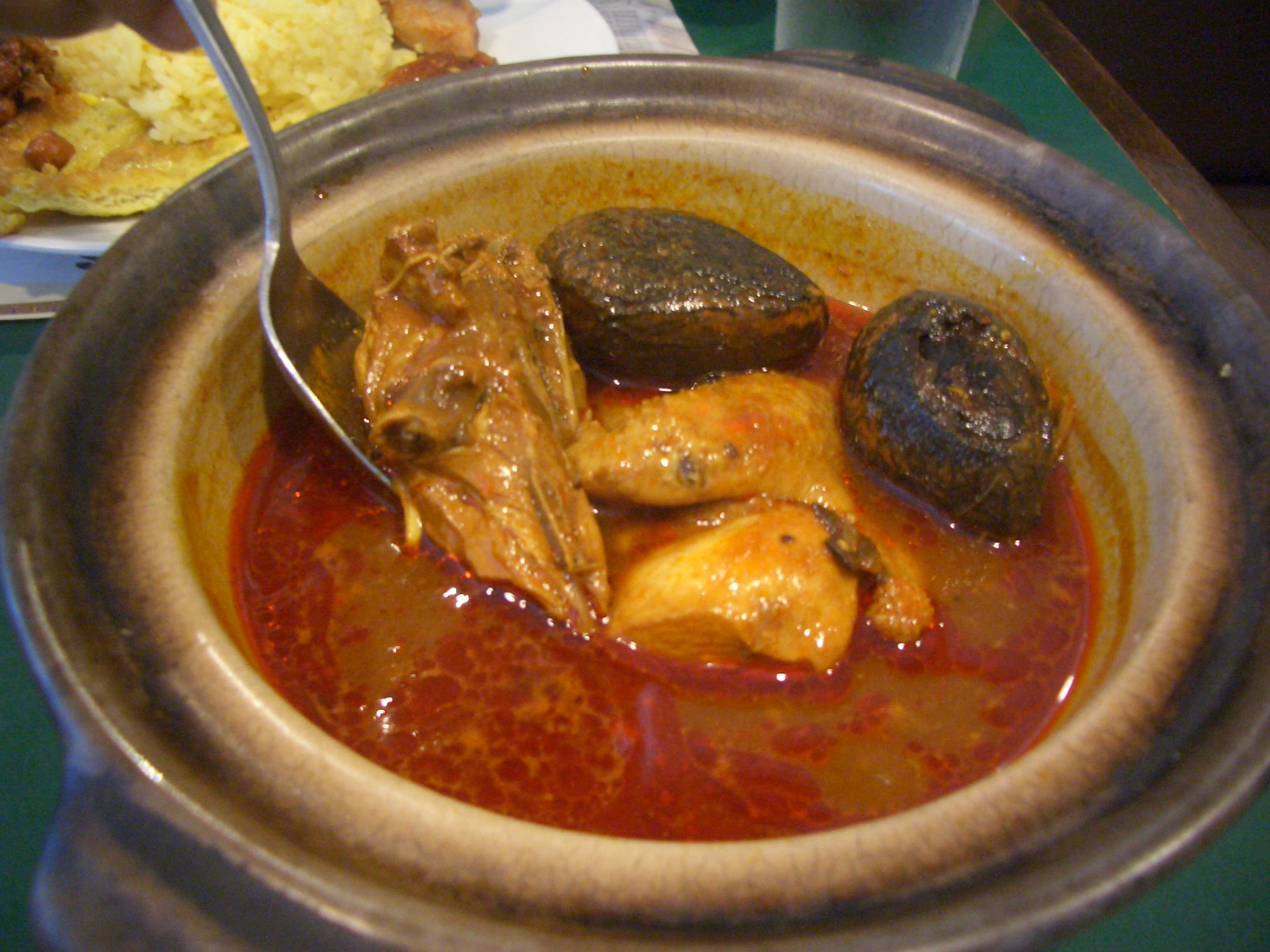
Pollo con keluak

La cocina peranakan o nyonya viene de los peranakans, quienes son los descendientes de los inmigrantes chinos antes de que se establecieran en Penang, Malaca, Indonesia y Singapur. Se casaron con los malayos locales y la combinación de los chinos, malayos y otras influencias.
Nyonya es una palabra antigua que significa respeto y afecto hacia las mujeres, es decir, se podría traducir como “señora” o “tía” y ha acabado por referirse a la cocina de los peranakans.
La cocina nyonya es el resultado de la combinación de ingredientes chinos con diferentes especias y técnicas de cocina que son utilizadas por la comunidad de los malayos e indonesios. Esto produce la interpretación Peranakan en la comida de los malayos/indonesios que es similarmente agria, aromática, picante y herbaria. En otros casos, los peranakans han adoptado la cocina malaya como parte del gusto, como pescado assam y ternera rendang. 

## Características
Los ingredientes principales son leche de coco, galangal (un rizoma sutil con aroma a mostaza que es parecido a jengibre), candlenut tanto como agente aromatizante y engrosamiento, hojas de laksa, hojas de pandan (Pandanus amaryllifolius), belachan, zumo de tamarindo, cidrotela, jengibre antorcha, jícama, hoja de lima kaffir, arroz o pasta de huevos y cincaluk: un aroma fuerte, condimento de camarón agrio y salado que típicamente se mezcla con zumo de lima, chile y chalotes y se come con arroz, pescado frito y otros platos.
Hay variaciones regionales en la cocina nyonya. Los platos de la isla de Penang en la parte norte de la Península Malasia tienen la influencia de Tailandia, con un uso liberal de tamarindo y otros ingredientes agrios. Los platos de Singapur y Malaca muestran mucha influencia de los indonesios, por ejemplo con el uso de la leche de coco. Un ejemplo clásico es el laksa (una pasta de sopa picante), que tiene dos variantes: asam laksa agrio de Penang y laksa lemak con la base de la leche de coco de Singapur y el sur de la Península Malasia.
El sabor del laksa y las otras recetas de nyonya por el rempah, que significa especia en malayo. Las varias combinaciones se ponen en un mortero y se reducen a pedacitos pequeños hasta lograr una textura y densidad específica. Se dice que una nyonya puede determinar la habilidad culinaria de una nuera sólo escuchándose preparar el rempah con un mortero. Las recetas de nyonya se trasmiten de generación en generación, y como se tarda mucho en preparar los platos, la cocina de nyonya es mejor cuando se sirve en casa. Laksa es una notable excepción a esta regla.
Ejemplos de las especialidades de Nyonya incluyen otak-otak, una mixtura de pescado popular, leche de coco, pasta de chili, galangal y hierbas envueltas en hoja de plátano; Ayam Buah Keluak, un plato distintivo que mezcla el pollo cortado con nueces de pangium edule o árbol kepayang para producir una salsa sustanciosa; el Itek Tim, una sopa clásica que contiene pato, tomates, pimientos verdes, verdura salteadas y ciruelas agrias preservadas que hierven a fuego lento.
Los postres nyonya incluyen las tartas coloridas (kuih) y las exquisiteces dulces y refinadas.

## Platillos destacados

### Ayam Buah Keluak
Un plato de peranakan por excelencia, el ayam buah keluak es único por su uso de las semillas del kepayang, un árbol alto nativo de los manglares de Malasia e Indonesia. La semilla en sí misma es venenosa si no está cocida, ya que contiene cianuro de hidrógeno, por lo que requiere una gran cantidad de preparación antes de poder ingerirse: las semillas primero se hierven y luego se entierran en cenizas, hojas de plátano y tierra durante más de un mes. El proceso de fermentación facilita la limpieza del cianuro. El pollo y semillas kepayang entonces se cuecen a fuego lento durante horas en una pasta de tamarindo y rempah.
El resultado es un plato picante de especias, tang y un amargor similar al de chocolate oscuro amargo.

### Babi Pongteh
Generalmente preparado con manitas de cerdo, panza o cualquier parte del animal con una cantidad sustancial de grasa, el babi pongteh es un plato de cerdo estofado cocinado con taucheo (léase: pasta de soja fermentada conservada) y gula melaka, un tipo de azúcar que es llamado así por sus raíces en Malacca, Malasia. Muchos restaurantes de Peranakan también sirven el plato preparado con pollo.
Es un platillo salado-dulce y bellamente funky que se come mejor con un gran tazón de arroz al vapor.

### Laksa
Es uno de los platos favoritos de Peranakan con dos variaciones bien diferentes: laksa lemak, la versión con la que están más familiarizados los singapurenses y la picante assam laksa característica de los peranakans de Malasia. Es un plato que es testigo de cómo las influencias de dos países (leche de coco de Indonesia y Assam de Malasia) pueden cambiar drásticamente un simple tazón de fideos.

### Nonya Chap Chye
Palabra hokkien que significa "verduras mixtas", el chap chye es un plato de verduras salteado originario de la provincia de Fujian. Es sorprendente cómo el plato de aspecto suave ha logrado mantenerse entre los sabores picantes y más nítidos de la cocina nonya. El secreto está en su uso liberal del caldo de taucheo y gambas. Vale la pena señalar que cada hogar y restaurante de Peranakan que valga la pena tendrá atesorada con sumo celo su propia receta de chap chye.